# Saurorhamphus
Saurorhamphus è un genere di pesci ossei estinti, appartenenti agli aulopiformi. Visse nel Cretaceo superiore (Cenomaniano, circa 98 - 95 milioni di anni fa) e i suoi resti fossili sono stati ritrovati in Europa e in Medio Oriente.

## Descrizione
Questo pesce era caratterizzato da un corpo lungo e snello, e non arrivava ai 20 centimetri di lunghezza. Saurorhamphus era dotato di un muso allungato e sottile, dotato di una dentatura costituita da denti acuminati e molto sviluppati. In generale, Saurorhamphus era molto simile all'affine Eurypholis, con il quale è stato spesso confuso. Come Eurypholis, Saurorhamphus possedeva un cleitro dalla porzione inferiore ampia e tubercolata, il margine inferiore della mandibola dritto fino alla sinfisi e il tronco privo di scaglie (eccezion fatta per le scaglie che ricoprivano la linea laterale). Saurorhamphus si distingueva però da Eurypholis per la presenza di sette scudi dorsali di grosse dimensioni ed embricati (anziché tre), posti prima della pinna dorsale. 

## Classificazione
Saurorhamphus è un rappresentante degli Enchodontidae, una famiglia di aulopiformi tipica del Cretaceo, costituita da pesci predatori dai grandi denti acuminati. In particolare, Saurorhamphus è considerato il più stretto parente del ben noto Eurypholis, nella sottofamiglia Eurypholinae.
La specie Saurorhamphus freyeri venne istituita nel 1849 da Heckel, sulla base di un esemplare fossile rinvenuto a Komen (nell'attuale Slovenia) in terreni risalenti al Cenomaniano. Successivamente venne descritta anche la specie S. judeaensis, proveniente dalla zona di Ein Yabrud in Palestina. 